# Agnes von Hessen († 1332)

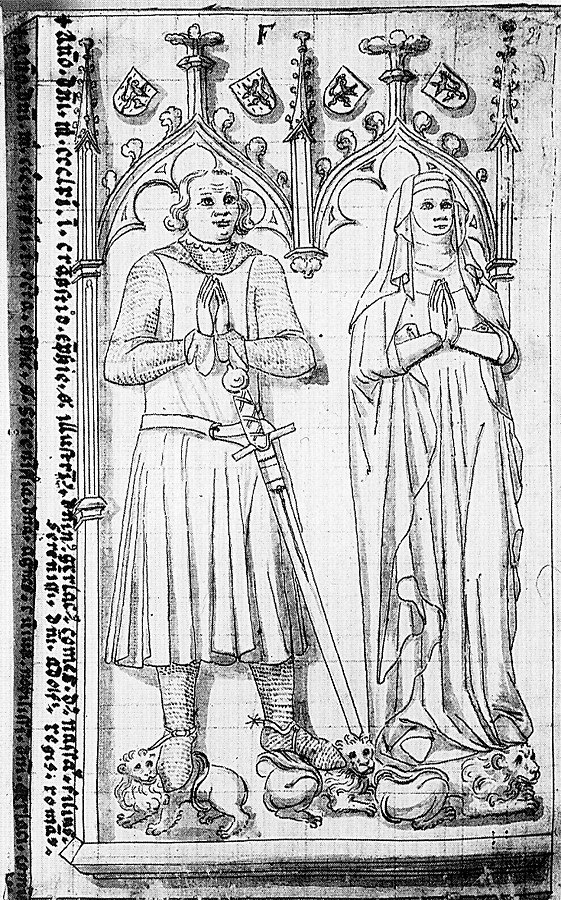
Gerlach I. und Agnes von Hessen (Zeichnung des 1850 zerstörten Grabmals von Henrich Dors)

Agnes von Hessen (* um 1290; † 11. oder 13. Januar 1332) war eine landgräfliche Prinzessin und durch Heirat Gräfin von Nassau-Wiesbaden.

## Leben
Agnes wurde als einzige Tochter des landgräflichen Prinzen Heinrich (der Jüngere) aus dem Haus Hessen und dessen Gemahlin Agnes von Bayern (1276–1340, Tochter des Herzogs Ludwig von Bayern) geboren.
Nach dem frühen Tod ihres Vaters kam sie mit ihrer Mutter an den Hof ihrer Großmutter in München. Schon bald nach der Wiederheirat und dem Fortzug ihrer Mutter wurde sie in München mit dem Grafen Gerlach I. von Nassau verheiratet und hatte mit ihm sechs Kinder:
- Adolf I. (1307–1370), Graf von Nassau-Wiesbaden-Idstein (1355–1370)
- Johann I. (1309–1371), Graf von Nassau-Weilburg (1355–1371)
- Gerlach von Nassau (1322–1371), Erzbischof von Mainz (1346–1371)
- Adelheid († 8. August 1344, 1329 ⚭ Ulrich III. von Hanau)
- Agnes, 1333 als Nonne und um 1355 als Äbtissin des Klosters Klarenthal genannt
- Anne, 1337 mit Graf Crafft (Kraft) von Hohenlohe verlobt gewesen

Agnes fand ihre letzte Ruhestätte im Kloster Klarenthal, wo ihre Tochter Agnes später Äbtissin war. Nach ihrem Tod heiratete Gerlach I. 1337 Irmgard von Hohenlohe († 1371).

## Grabdenkmal
Das Tumbengrab von Agnes und ihrem Ehemann wurde einige Zeit nach der Aufhebung des Klosters Klarenthal (nicht vor 1632), in die Mauritiuskirche in Wiesbaden gebracht. Wie zuvor in Klarenthal wurde es dort im Chor aufgestellt. Als 1850 die Kirche abbrannte, wurde auch die Tumbenanlage zerstört. Von der Deckplatte mit Relief, welches das Ehepaar beim Gebet zeigte, existieren noch Zeichnungen in Publikationen von Johann Andreae und Henrich Dors. Die darauf abgebildeten Inschriften geben abweichend vom Klarenthaler Nekrolog den 13. Januar (statt des 11. Januar) als Todestag von Agnes an.